# Seznam hrvaških dramatikov
Seznam hrvaških dramatikov.

## A
- Vlado Andrilović (1937 -)
- Ivo Mijo Andrić (1948 -)
- Nikola Andrić (1867 - 1942)
- (Aleksandar Aranicki 1892-1977) (dramatizator, cineast)
- Franjo Arnold (1847 - 1911)
- Zvjezdana Asić Šarić

## B
- Drago Bahun (1933−1993)
- Tomislav Bakarić (1940 -)
- Ivan Bakmaz (1941 - 2014)
- Hrvoslav Ban (1924 - 2000)
- Matija Ban (1818 - 1903)
- Slavko Batušić (1902 - 1979)
- Milan Begović (1876 - 1948)
- Jasen Boko (1961 -)
- Nikola Bonifačić Rožin (1913 - 1995)
- Ivo Brešan (1936 - 2017)
- Tituš (Tito) Brezovački (1757 - 1805)
- Nenad Brixy (1924 - 1984)
- Pero Budak (1917 - 2008)
- Amir Bukvić (1951 -)
- Ivica Buljan (1965 -)
- Mirjana Buljan (1931 - 2019)

## C
- Duško Car (1931–1990)
- (Pavao Cindrić 1929 - 1998)

## Č
- Eduard Čalić (1910 - 2003)

## D
- Mirko Dečak (1880 - 1938)
- Dimitrija Demeter (1811 - 1872)
- Marijan Derenčin (1836 - 1908)
- Djuro Dimović ? (1872 - 1966)
- Ulderiko Donadini (1894 - 1923)
- Ivan Dončević (1909.–1982)
- Marin Držić (1508 - 1567)

## F
- Nedjeljko Fabrio (1937 - 2018)
- Miroslav Feldman (1899 - 1976)
- Rasim Filipović (1909 - 1983)
- Marko Fotez (1915 - 1976)

## G
- Darko Gašaprović (1944 - 2017) (dramaturg, teatrolog, dramatik, kritik, prof.)
- Branko Gavella (1885 - 1962) (režiser, dramaturg, teatrolog)
- Miro Gavran (1961 -)
- Drago Gervais (1904 - 1957)
- Milan Grgić (1934 - 1997)
- Vinko Grubišić (1943 -)

## H
- Fadil Hadžić (1922 - 2011) (komediograf, tudi filmski režiser in scenarist)
- Branko Hećimović (1934 -) (teatrolog, kritik)
- Hrvoje Hitrec (1943 -) (tudi scenarist)
- Boris Homovec (scenarist...)
- Branko Hribar (1930 - 2022)
- Sara Hribar (1986 -)
- Vid (Adam) Hribar (1993 -)

## I
- Joza Ivakić (1879 - 1932)
- Ivica Ivanac (1936 - 1988)
- Nada Iveljić (1931 - 2009)
- Radovan Ivšić (1921 - 2009)

## J
- Dubravko Jelačić Bužimski (1948 -)
- Marija Jurić Zagorka (1873 - 1957)

## K
- Petar Kanavelić (1637 - 1719)
- Damir Karakaš (1967 -)
- Ernest Katić
- Nina Kleflin (gled. režiserka)
- Vanča Kljaković (1930 - 2010)
- Slavko Kolar
- Josip Kosor (1879 - 1961)
- Josip Kovačević
- Erna Krajač (1886 - 1945)
- Miroslav Krleža (1893 - 1981)
- Josip Kulundžić (1899 – 1970) (hrv-srb.)
- Ivan Kušan (1933 - 2012)
- Vojislav Kuzmanović (1930 - 1976)

## L
- Olja Lozica (1982 -)
- Predrag Lucić (1964 - 2018)
- Hanibal Lucić (1485 - 1553)
- Vladimir Lunaček (1873 - 1927)

## M
- Ivor Martinić (1984 -)
- Mirjana Matić Halle (1912 - 1986)
- Mate Matišić (1965 -)
- Marijan Matković (1915 - 1985)
- Kalman Mesarić (1900 - 1983)
- Stjepan Mihalić (1901 - 1984)
- Tomaš Mikloušić (1767 – 1833)
- Tihomir Mraović (1961 -)

## N
- Alija Nametak (1906 - 1987)
- Marijana Nola (1975 -)

## O
- Zrinko Ogresta (scenarist...)

## P
- Dino Pešut (1990 -)
- Čedo Prica Plitvički (1931 - 2009)
- Janko Polić Kamov (1886 - 1910)
- Nikola Pulić (1926 - 2006)

## R
- Vojmil Rabadan (1909 - 1988)
- Julije Rorauer (1859 - 1912)

## S
- Tomislav Sabljak?
- Ivana Sajko (1975 -)
- Miljenko Smoje ?
- Vladimir Stojsavljević (1950 -)
- Ivan Supek (1915 - 2007)

## Š
- Milan Šenoa (1869 - 1961)
- Silvija Šesto (1962 -)
- Nino Škrabe (1947 -)
- Damir Šodan (1964 -)
- Antun Šoljan (1932 - 1993)
- Ivo Šrepel (1899 - 1945)
- Ivo Štivičić (1936 - 2021)
- Tena Štivičić (1977 -)

## T
- (Ivo Tijardović)
- Espi Tomičić
- Ljudevit Tomšič
- Ante Tresić Pavičić (1867 - 1949)

## U
- Tugomil Ujčić (1906 - 1995)

## V
- Iso Velikanović (1869 - 1940)
- Ivo Vojnović (1857 - 1929)
- Marina Vujčić (1966 -)
- Dina Vukelić (1990 -)

## Z
- Tomislav Zajec (1972 -)

## Ž
- Ladislav Žimbrek (1901–1972)